# コンスタンディノス・ツァツォス

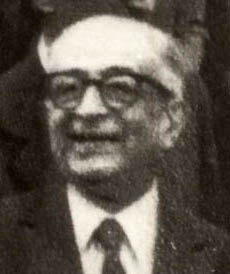
コンスタンディノス・ツァツォス（1976年撮影）

コンスタンディノス・ツァツォス（ギリシア語: Κωνσταντίνος Τσάτσος, 1899年7月1日 - 1987年10月8日）はギリシャの外交官、政治家。1975年から1980年までギリシャ共和国の大統領を務めた。
ツァツォスは1899年アテネで生まれた。アテネ大学法学部を卒業した後、一時外交団の一員となっている。ドイツのハイデルベルクで博士号を取得した後、ギリシャへ戻り1940年までアテネ大学で法学を教えた。メタクサス独裁政権への批判を口にしたため逮捕され、国外追放処分をうけた。
第二次世界大戦が終わるとギリシャへ戻りリベラル派政党に属して国政に参加した。1967年から1974年まで続いた軍事政権下でも幾度か大臣を務めている。民主化後の1975年に大統領に選出され1期5年を務めた。1987年にアテネで死去した。